# Bobota (Croatie)
Bobota (serbe : Бобота) est un village situé dans le comitat de Vukovar-Syrmie, en Croatie. Le village est habité par des Serbes et comptait 1 651 habitants au recensement de 2001.